# Тутмос (скульптор)
Тутмос-младший (Тутмес-младший, собственно Джехутимесу) — древнеегипетский скульптор периода поздней XVIII династии (середина XIV в. до н. э.). Работал при дворе фараона Эхнатона (Аменхотепа IV) в городе Ахетатоне (вероятно, Тутмос находился под началом главного придворного скульптора Бека или Бака), являясь ярким представителем амарнского искусства. Один из немногих древнеегипетских художников, чьё имя известно потомкам.

## Творчество
Тутмос получил известность после обнаружения в декабре 1912 года немецкими археологами во главе с Людвигом Борхардтом среди руин Ахетатона остатков его мастерской с портретами Эхнатона, его жены Нефертити и их дочерей. Там же были открыты гипсовые отливки лиц неизвестных людей — подобные отливки использовались при создании скульптурных портретов. Подписей скульптор на произведениях не ставил, и сейчас нельзя выявить, какие из найденных портретов непосредственно исполнены самим Тутмосом, а какие — его помощниками.
Принято считать, что мастер собственноручно исполнил три знаменитых изображения Нефертити: разноцветный инкрустированный бюст из известняка (Египетский музей и собрание папирусов, Берлин) и две незавершённых головы: одна хранится в Берлине, другая, более поздняя, — в Каире.
В искусстве Тутмоса-младшего прослеживаются серьёзные отличия от традиционного египетского канона, оно отмечено нехарактерной для древневосточного искусства свободой, внутренней одухотворённостью образов, изысканной красотой, отсутствием условностей, неповторимой тонкостью моделировки.
- Бюст Нефертити
- Портрет пожилой дамы. Метрополитен-музей
- Лицо молодой женщины, возможно, второстепенной жены Эхнатона Кийи. Метрополитен-музей
- Неоконченный портрет, вероятно, Аменхотепа III. Египетский музей Берлина
- Скульптурное изображение Эйе. Египетский музей Берлина
- Изображение, предполагается, Нефертити. Египетский музей Берлина
- Изображение Нефертити в полный рост

## Гробница
В 1996 году французский археолог Алэн Зиви обнаружил в Саккаре гробницу с надписью «руководитель художников во дворце Истины — Тутмос» (егип. … ḥzy (n) nṯr nfr ḥrj k3t sˁnḫ ḏḥwtj-msjw) амарнского периода. Допускается, что владельцем этой гробницы, значительная часть росписей и рельефов в которой выполнена им самим, является скульптор Тутмос.